# Caso Colegio Trilce
El caso del Colegio Trilce fue un proceso judicial peruano de 2019. Este caso investiga a un escolar de 15 años que, según varios analistas penales, el progenitor cometió un homicidio culposo en una escuela.

## Antecedentes
Según las autoridades, esta no es la primera vez que el arma del padre del adolescente provoca un accidente. En 2016, en la casa del padre, una amiga de su hijo encontró su arma y se disparó en el pecho.

## Polémica
La madre de la víctima denunció en ese momento que ningún representante de la escuela le dijo lo sucedido y que acudió al centro educativo por una alerta de uno de los compañeros de la víctima. A su llegada, su hijo ya se había trasladado al centro médico, a donde acudió de inmediato.